# Mistrzostwa Świata w Łyżwiarstwie Szybkim w Wieloboju 1910
18. mistrzostwa świata w łyżwiarstwie szybkim w wieloboju odbyły się w dniach 5–6 marca 1910 roku w należących do Imperium Rosyjskiego Helsinkach. Zawodnicy startowali na naturalnym lodowisku na zatoce Pohjoissatama po raz trzeci (wcześniej w 1902 i 1906). W zawodach wzięli udział tylko mężczyźni. Łyżwiarze startowali na czterech dystansach: 500 m, 1500 m, 5000 m, 10000 m. Pierwszy tytuł mistrzowski wywalczył reprezentant Imperium Rosyjskiego Nikołaj Strunnikow. Drugie miejsce zajął zwycięzca sprzed roku, Oscar Mathisen. O tym, które miejsca zajmowali zawodnicy decydowała mniejsza liczba punktów. Liczba punktów była identyczna z miejscem zajętym w danym biegu (1. miejsce – 1 punkt, 2. miejsce – 2 punkty itd.).

## Uczestnicy
W zawodach wzięło udział 12 łyżwiarzy z 4 krajów. Sklasyfikowanych zostało 10.
| Państwa biorące udział w mistrzostwach | Państwa biorące udział w mistrzostwach | Państwa biorące udział w mistrzostwach | Państwa biorące udział w mistrzostwach |
| -------------------------------------- | -------------------------------------- | -------------------------------------- | -------------------------------------- |
| Austro-Węgry                           | Imperium Rosyjskie                     | Norwegia                               | Szwecja                                |

## Wyniki
- DNF – nie ukończył, DNS – nie wystartował

| Pozycja | Zawodnik           | Kraj               | 500 m      | 5000 m        | 10000 m       | 1500 m       | Pkt. |
| ------- | ------------------ | ------------------ | ---------- | ------------- | ------------- | ------------ | ---- |
| 01 !    | Nikołaj Strunnikow | Imperium Rosyjskie | 49.3 (3.)  | 9:31.8 (3.)   | 18:34.0 (1.)  | 2:33.0 (2.)  | 9    |
| 02 !    | Oscar Mathisen     | Norwegia           | 46.3 (1.)  | 9:30.6 (2.)   | 19:18.0 (6.)  | 2:32.6 (1.)  | 10   |
| 03 !    | Martin Sæterhaug   | Norwegia           | 47.8 (2.)  | 9:32.0 (4.)   | 19:17.6 (5.)  | 2:35.2 (3.)  | 14   |
| 4.      | Magnus Johansen    | Norwegia           | 51.0 (10.) | 9:27.9 (1.)   | 18:57.2 (2.)  | 2:39.1 (4.)  | 15   |
| 5.      | Wäinö Wickström    | Imperium Rosyjskie | 49.5 (4.)  | 9:44.0 (6.)   | 19:08.8 (3.)  | 2:39.2 (5.)  | 19   |
| 6.      | Jewgienij Burnow   | Imperium Rosyjskie | 54.5 (12.) | 9:37.0 (5.)   | 19:15.8 (4.)  | 2:42.2 (7.)  | 26   |
| 7.      | Gunnar Strömstén   | Imperium Rosyjskie | 50.4 (9.)  | 9:46.2 (8.)   | 19:24.5 (7.)  | 2:39.4 (6.)  | 27   |
| 8.      | Björn Damstén      | Imperium Rosyjskie | 49.8 (6.)  | 9:45.8 (7.)   | 19:33.8 (8.)  | 2:43.0 (8.)  | 28   |
| 9.      | Thomas Bohrer      | Austro-Węgry       | 50.3 (8.)  | 10:01.1 (10.) | 19:58.4 (9.)  | 2:44.3 (9.)  | 33   |
| 10.     | Birger Carlsson    | Szwecja            | 53.8 (11.) | 10:18.8 (11.) | 20:00.0 (10.) | 2:52.6 (10.) | 39   |
| DNS     | Jussi Wiinikainen  | Imperium Rosyjskie | 49.7 (5.)  | 9:57.2 (9.)   | DNS           | DNS          | -    |
| DNS     | Johan Vikander     | Imperium Rosyjskie | 49.9 (7.)  | DNF           | DNS           | DNS          | -    |